# Prêmio Bibi Ferreira
Prêmio Bibi Ferreira é a mais importante premiação do teatro musical do Brasil, que leva o nome da atriz Bibi Ferreira, considerada a grande dama do teatro musical brasileiro.
O Prêmio foi concebido pelo ator e produtor Marllos Silva. A cerimônia de premiação inclui, além da entrega das 21 categorias, os números musicais dos 5 musicais indicados a melhor musical.
O Prêmio é produzido pela Marcenaria de Cultura e desde 2016 passou a contar com a parceria da recém-fundada APTM - Associação de Produtores de Teatro Musical. O Prêmio é entregue a produções e profissionais que realizaram temporada na cidade de São Paulo. Também são entregues o Prêmio de Honra e a Medalha Arthur Azevedo em reconhecimento a ações em pró do crescimento e fortalecimento do teatro musical no país. Apesar do pouco tempo de existência, já é considerado o Prêmio mais importante do teatro musical brasileiro e um dos mais importantes do Teatro. É considerado o equivalente ao Tony Award nos EUA, o Laurence Olivier Awards no Reino Unido ou o Moliere Award na França.
A partir de 2019, o Prêmio passou a celebrar também o teatro de prosa e teve como premiados os atores Beto Sargentelli, Mateus Solano/Luis Miranda na categoria de Melhor Ator, e as atrizes Larissa Luz e Suely Franco na categoria de Melhor Atriz.

## Categorias de Premiação
Nas duas primeira edições o prêmio contou com 17 categorias, e ao longo dos anos a cada edição vem recebendo novas categorias e se atualizando cada vez mais, incluindo categorias que não são premiadas em outras premiações como coreografia, desenho de som, música original. A partir de 2017 o Prêmio passará a contar com 21 categorias, com a inclusão de visagismo.

### Lista de categorias

#### Peças de Teatro
- Melhor Peça
- Melhor Atriz em Peça de Teatro
- Melhor Ator em Peça de Teatro
- Melhor Atriz Coadjuvante em Peça de Teatro
- Melhor Ator Coadjuvante em Peça de Teatro
- Melhor Direção em Peça de Teatro
- Melhor Roteiro Original para Peça de Teatro
- Melhor Cenografia em Peça de Teatro
- Melhor Figurino em Peça de Teatro
- Melhor Visagismo em Peça de Teatro
- Melhor Desenho de Luz em Peça de Teatro

#### Musical
- Melhor Musical
- Melhor Musical Brasileiro
- Melhor Atriz em Musical
- Melhor Ator em Musical
- Melhor Atriz Coadjuvante em Musical
- Melhor Ator Coadjuvante em Musical
- Melhor Direção em Musical
- Melhor Direção Musical em Musical
- Melhor Coreografia em Musical
- Melhor Letra e Música Original
- Melhor Arranjo Original
- Melhor Roteiro Original em Musical
- Melhor Versão
- Melhor Cenografia em Musical
- Melhor Figurino em Musical
- Melhor Visagismo em Musical
- Melhor Desenho de Luz em Musical
- Melhor Desenho de Som em Musical

#### Prêmios Especiais
- Revelação - Manto da Marília
- Prêmio de Honra
- Medalha Arthur Azevedo

## História
Criado em 2012, buscando celebrar as produções e profissionais de teatro musical da cidade de São Paulo. O Prêmio Bibi Ferreira, é tratado pela classe artística apenas como Prêmio Bibi ou apenas Bibi. É o primeiro prêmio voltado apenas para produções e profissionais de teatro musical do país e já se tornou o maior desejo e objetivo dos atores que se dedicam a teatro musical no país.

### Teatros
A cerimônia de premiação já foi realizada no Theatro São Pedro (2013/2014), no Theatro Municipal de São Paulo (2015), no Teatro Santander (2016/2017) e no Teatro Renault (2018/2019).

### Mestre de cerimônia
Desde do início o Prêmio contou com a atriz e cantora Alessandra Maestrini como Mestre de Cerimônias e desde 2017 Miguel Falabella se juntou a ela.

### Cerimônia
A cerimônia conta com números, segue o mesmo formato do Tony Awards, com números originais criados para a cerimônia e a apresentação dos cinco musicais indicados a Melhor Musical.

## Detalhes sobre o Prêmio Bibi
Para ser elegível a produção de teatro musical não deve ter participado de uma edição anterior. Ter um mínimo de 16 apresentações com público presente, durante a temporada elegível.
Para ser elegível a peça de teatro não deve ter participado de uma edição anterior. Ter um mínimo de 24 apresentações com público presente, durante a temporada elegível, e ter realizado temporada em um teatro com capacidade superior a 400 lugares.
Os responsáveis por determinar os indicados e premiados são os membros do Comitê de Indicação. O comitê é formado por profissionais de teatro musical e jornalistas.
Período de Elegibilidade - Para ser elegível ao Prêmio Bibi a produção deve estrear entre o período de elegibilidade, que fica entre 1 de julho de um ano até o dia 30 de junho do ano seguinte.

## Edições
| Ano       | Local                                     | Vencedor de Melhor Musical |
| --------- | ----------------------------------------- | -------------------------- |
| 2013      | Theatro São Pedro, São Paulo              | Quase Normal               |
| 2014      | Theatro São Pedro, São Paulo              | Crazy For You              |
| 2015      | Theatro Municipal de São Paulo, São Paulo | O Homem de La Mancha       |
| 2016      | Teatro Santander, São Paulo               | Wicked                     |
| 2017      | Teatro Santander, São Paulo               | Les Misérables             |
| 2018      | Teatro Renault, São Paulo                 | Cantando na Chuva          |
| 2019      | Teatro Renault, São Paulo                 | O Fantasma da Ópera        |
| 2020/2021 | Teatro Sérgio Cardoso, São Paulo          | Escola do Rock, o Musical  |
| 2022      | Teatro Santander, São Paulo               | A Família Addams           |
| 2023      | Teatro Santander, São Paulo               | Once, o Musical            |
| 2024      | Teatro Santander, São Paulo               | Beetlejuice, o Musical     |

## Recordes
| Recorde                                                                                             | Artista                    | Total   |
| --------------------------------------------------------------------------------------------------- | -------------------------- | ------- |
| Atriz(es) mais indicada(s) a Melhor Atriz em Musical                                                | Bruna Guerin               | 4 vezes |
| Atriz(es) com mais vitórias na categoria de Melhor Atriz em Musical                                 | Bruna Guerin e Laila Garin | 2 vezes |
| Ator(es) mais indicado(s) a Melhor Ator em Musical                                                  | Jarbas Homem de Mello      | 5 vezes |
| Ator(es) com mais vitórias na categoria de Melhor Ator em Musical                                   | Jarbas Homem de Mello      | 2 vezes |
| Ator(es) com mais indicações em uma mesma categoria de uma única edição como Melhor Ator em Musical | Beto Sargentelli           | 2 vezes |
| Atriz(es) mais indicada(s) a Melhor Atriz Coadjuvante em Musical                                    | Giulia Nadruz              | 3 vezes |
| Ator(es) mais indicado(s) a Melhor Ator Coadjuvante em Musical                                      | Frederico Silveira         | 3 vezes |
| Atriz(es) mais indicada(s) a Melhor Atriz em Peça de Teatro                                         | Mel Lisboa                 | 2 vezes |
| Ator(es) mais indicado(s) a Melhor Ator em Peça de Teatro                                           | Sérgio Mamberti            | 2 vezes |
| Artista(s) mais indicado(s) em categorias de atuação (musical e/ou teatro)                          | Giulia Nadruz              | 6 vezes |
| Diretor(a) com mais indicações na categoria Melhor Direção em Musicais                              | Zé Henrique de Paula       | 6 vezes |
| Diretor(a) com mais vitórias na categoria Melhor Direção em Musicais                                | João Falcão                | 2 vezes |

## Medalha Arthur Azevedo
Com o objetivo de reconhecer a contribuição de profissionais e/ou instituições, desde 2014 o Prêmio concedeu a MEDALHA ARTHUR AZEVEDO por serviços prestados ao teatro musical no Brasil.
Artur de Azevedo – Dramaturgo, poeta, contista e jornalista brasileiro. Consolidou a comédia de costumes brasileira, sendo no país o principal autor do Teatro de Revista, em sua primeira fase. Sua atividade jornalística foi intensa, devendo-se a ele a publicação de uma série de revistas especializadas, além da fundação de alguns jornais cariocas.
Foi por sua insistência, através dos seus artigos na imprensa que em 1894, foi criada a lei que previa a construção de um teatro municipal no Rio de Janeiro. tinha o teatrólogo a convicção de que somente a construção desse teatro poria fim a má fase em que se encontrava as artes cênicas na segunda metade do século XIX. Arthur Azevedo não assistiu a sua inauguração. Pois faleceu meses antes, aos 53 anos.

### Premiados

#### 2014
Victor Berbara – Produtor responsável por implementar os musicais americanos no Brasil, alguns dos musicais produzidos pelo Sr. Berbara. Minha Querida Dama – 1962 (My Fair Lady), Alô, Dolly! – 1965 (Hello, Dolly!) Promisses, Promisses – 1970, Evita – 1983.
SESI/SP e Atêlier de Cultura – Pela implementação do curso de teatro musical. Receberam a Medalha Arthur Azevedo o Prof. Walter Vicione, representando o SESI/SP e Cleto Baccic representando o Atêlier de Cultura.

#### 2015
REDE (Itaú): Pela realização do projeto de democratização e popularização dos musicais patrocinado através da lei de incentivo à cultura pela Rede.

#### 2016
Fundação Lia Maria Aguiar: Pela implementação do curso de teatro musical gratuito em Campos do Jordão.[1]

## Manto da Marília
Desde 2016, o Prêmio passou a entregar a Atriz ou Ator Revelação o Manto da Marília, a partir de 2018 a categoria deixou de ser exclusiva dos atores e passou a ser de qualquer profissional que está iniciando a sua carreira profissional. O Manto é uma galharufa oferecida pela comunidade de teatro musical. E leva o nome da atriz Marilia Pêra.
Durante todo o período de elegibilidade, é entregue a cada produção pedaço de tecido que é assinado pelos profissionais envolvidos em cada produção, a partir da junção destes tecidos é concebido o Manto, que tem como objetivo dar boas-vindas e abraçar este profissional que está começando a sua carreira como ator.

### Premiados
Ruy Brissac (2016), Filipe Bragança (2017) e Vitor Rocha (2018).